# Grevenbichtermolen
De Grevenbichtermolen (of Kingbeekmolen) is een watermolen bij Grevenbicht (gemeente Sittard-Geleen). De molen ligt op de Kingbeek en was oorspronkelijk een onderslagmolen.

## Historie
De molen zou in 1660 als korenmolen zijn gebouwd. Het verhaal gaat dat de oorspronkelijke bewoners van Horis zich gevestigd hadden op een 5-tal hooggelegen punten. De mensen die toen een gemeenschap of dorp vormden hadden de landbouw als het hoofdmiddel van bestaan. Om het noodzakelijke meel te verkrijgen, zonder ver te hoeven lopen, werd besloten een molen in het dorp te bouwen. Na rijp beraad vond men aan de Rattenberg de geschikte plaats, aangezien hier het meeste verval was. Er werd een coöperatie van 24 leden gesticht, die een nieuwe beek groef tot aan de Rattenberg en verder naar de Oude Maas. Toen de molen klaar was, kreeg elk lid 2 weken maalrecht. De coöperatieve vereniging is meer dan drie eeuwen blijven bestaan. In het jaar 1820 is het maalrecht publiek verkocht en overgegaan aan de molenaar Arnoldus Baartz.
Het onderslagrad van de oorspronkelijke molen had een middellijn van 8,20 m en een breedte van 0,44 m. Met deze middellijn behoorde het waterrad van deze molen tot de grotere raderen in Limburg. In de tweede helft van de 19e eeuw werd dit rad enkele malen vernieuwd, waarbij de schoephoogte telkens werd aangepast. In 1887 werd Elisabeth Baken te Venray de nieuwe eigenaresse. Zij kocht de molen voor haar zoon Frans Roelofs, die toen molenaar-pachter was van de Armenmolen in Nieuwstadt. Bij een verbouwing door Roelofs, nog in hetzelfde jaar 1887, is het waterrad, vervangen door een verticale Girard-turbine. In 1893 werd ook door Roelofs een tweede hands 24 pk Grasso stoommachine uit 1877 geplaatst. De ketel raakte in 1926 door een hoge waterstand zodanig beschadigd dat hij door het Stoomwezen werd afgekeurd. De schoorsteen bij het huidige molengebouw herinnert nog aan de periode dat er op stoom werd gemalen. In 1916 kwam de molen in handen van Henricus Roelofs. Zijn zoon Willem Roelofs zou de laatste molenaar zijn die de molen in bedrijf hield. Zo zou deze familie de molen meer dan 70 jaar in bezit hebben.
Van de twee 16der maalkoppels is er nog een aanwezig. Een van beide koppels is in 1950 verwijderd om plaats te maken voor een kleine elektrische hamermolen. Hoewel het maalbedrijf rond 1960 is gestopt, is de molen nog steeds maalvaardig.

## Trivia
- De turbine van deze molen is de oudste nog werkende turbine van Nederlands fabricaat.
- De voormalige machineruimte is ingericht als ontspanningsruimte. De bovenverdieping is ingericht als expositieruimte.
- Het molengedeelte is in 2002 volledig gerestaureerd.
- In de Grevenbichtermolen is tegenwoordig een klein café gevestigd.